# Drepanosticta ceratophora
Drepanosticta ceratophora – gatunek ważki z rodziny Platystictidae. Występuje endemicznie na Filipinach.